# Монастырный, Василий Васильевич
Василий Васильевич Монастырный (23 декабря 1946, Кисловодск, Ставропольский край, РСФСР, СССР — 10 марта 2017, Краснодар, Россия) — советский и российский художник, профессор Краснодарского государственного института культуры, заслуженный художник РСФСР (1988).

## Биография
В 1969 г. окончил Краснодарское художественное училище, в 2006 г. — Краснодарскую художественно-промышленную академию.
В 1996—2001 гг. — преподаватель рисунка и живописи в Краснодарском художественном училище. Профессор Краснодарского государственного института культуры.
Избирался членом правления Союза художников СССР.
Жена — Ирина Седова, член Союза художников России, заслуженный деятель искусств Кубани.
Мастер сюжетно-тематических картин. Работы находятся в Краснодарском художественном музее им. Коваленко, Калининградской картинной галере, а также в галереях Германии, Франции, Бельгии, США.
Умер 10 марта 2017 года.

## Основные произведения
Первые картины художника («Агитпоезд революции» и др.) были написаны под влиянием «сурового стиля» шестидесятых годов: монохромность живописи, монументальность образов, интерес к трагическим событиям истории нашей страны.
- «Переселение казаков на Кубань»
- «Сдача денег в фонд обороны страны»
- «Ноктюрн. 1943 г.»
- «Музкоманда. Танго смерти»
- «Проводы на войну»
- диптих «Они сражались за Родину»
- цикл работ на библейские темы

## Награды и звания
- Лауреат Первой премии Академии художеств на 7-й Всесоюзной выставке молодых художников (1981)
- Лауреат премии Ленинского комсомола (1982)
- Заслуженный художник РСФСР (1988)[3]
- Золотая медаль Российской академии художеств имени В. И. Сурикова (2017)[4]
- Лауреат краевой премии администрации Краснодарского края в области науки и искусства (дважды)[3]
- Медаль первой степени «За выдающийся вклад в развитие Кубани»[4]
- Орден «Служение искусству»[4]
- Золотая медаль Российской Академии художеств[4]